# لاري إيفانز
لاري إيفانز (بالإنجليزية: Larry Evans)‏ هو لاعب كرة قدم أمريكية أمريكي، ولد في 11 يوليو 1952 في بيلوكسي في الولايات المتحدة.

## وصلات خارجية
- لاري إيفانز على موقع مرجع كرة القدم المحترفة.كوم (الإنجليزية)